# Paratrechina silvestrii
Paratrechina silvestrii är en myrart som först beskrevs av Carlo Emery 1906.  Paratrechina silvestrii ingår i släktet Paratrechina och familjen myror.

## Underarter
Arten delas in i följande underarter:
- P. s. kuenzleri
- P. s. silvestrii